# Club 3P
Club 3P era una associazione giovanile italiana con il motto Provare, Produrre, Progredire. Fu promossa da Paolo Bonomi, presidente della Coldiretti (Confederazione Nazionale Coltivatori Diretti) nel 1957.
Fu la mutuazione italiana di un'analoga esperienza degli Stati Uniti d'America dei  Club 4-H fondato nel 1902, tale da copiare anche il simbolo: un quadrifoglio con le lettere "3-P-P-P".
Lo scopo era: 
 A livello nazionale si raggiunse ben 2400 club con circa 45.000 soci. I Club 3P non si sono mai sciolti ma la realtà e i cambiamenti del mondo agricolo sono stati tali da farli scomparire.
Attualmente l'esperienza del Club 3P sopravvive con esperienze locali ancora ben radicate in alcune Regioni. 
Di seguito sono elencate alcune esperienze legate ai prodotti della terra. 

## Radicchio rosso di Treviso
Tra i meriti di questi Club 3P vi è la modernizzazione della coltivazione del Radicchio rosso di Treviso, come risulta dalla intervista curata dallo storico ed editore Camillo Pavan nel 2015.

## Vino Müller-Thurgau
In Val di Cembra  il locale Club 3P è riuscito negli anni Ottanta a organizzare i giovani agricoltori locali riqualificando nell'ambito della viticoltura in Italia nel Trentino la produzione del vino Müller-Thurgau della valle. I risultati sono stati ottimi perché il Club 3P ha rilanciato nel comparto enologico la specificità di questo tipo di vino.